# Westerwolde (Gemeinde)
Westerwolde ist eine Gemeinde im Osten der niederländischen Provinz Groningen. Sie entstand am 1. Januar 2018 durch den Zusammenschluss der bisherigen Gemeinden Bellingwedde und Vlagtwedde. Der Sitz der Gemeinde befindet sich in Sellingen, eine Nebenstelle in Wedde.

## Geographie

### Lage
Die Gemeinde liegt im Südosten der Provinz Groningen an der Grenze zu Deutschland.

### Ortsteile
Die Ortsteile der Gemeinde sind:
| - Agodorp - Barnflair - Bellingwolde - Blijham - Bourtange - Jipsingboertange - Klein-Ulsda - Morige - Oudeschans - Over de Dijk | - Rhederbrug - Sellingen - Ter Apel - Veelerveen - Vlagtwedde - Vriescheloo - Wedde - Wedderheide - Wedderveer - Zandberg (teilweise) |

### Nachbargemeinden
Nachbargemeinden sind Stadskanaal, Pekela und Oldambt (alle in der Provinz Groningen), Bunde (im Landkreis Leer), Rhede (Ems), Heede, Dersum, Walchum, Sustrum und Haren (Ems) (alle im Landkreis Emsland) sowie Emmen und Borger-Odoorn (beide in der Provinz Drenthe).

## Geschichte
Bellingwedde
Die Gemeinde Bellingwedde entstand am 1. September 1968 durch den Zusammenschluss der bis dahin eigenständigen Gemeinden Bellingwolde und Wedde.
Vlagtwedde
Am 1. Januar 1822 wurde die damalige Gemeinde und ehemalige Festung Bourtange eingegliedert.
Neue Gemeinde
Die neue Gemeinde entstand am 1. Januar 2018 im Rahmen der Gebietsreformen in den Niederlanden, bei denen die Anzahl der Gemeinden über einen längeren Zeitraum deutlich reduziert wird. Ihr Name entstammt dem gleichnamigen historischen Gebiet.

## Politik

### Bürgermeister
Seit dem 19. Dezember 2018 ist Jaap Velema (D66) amtierender Bürgermeister von Westerwolde. Aufgrund einer Krankheit wurde er zwischen dem 4. März und 1. Juli 2024 durch  Leendert Klaassen (CDA) kommissarisch vertreten.

### Kollegium von Bürgermeister und Beigeordneten
Das Kollegium besteht für den Zeitraum bis 2022 aus Mitgliedern der Koalitionsparteien Gemeentebelangen Westerwolde und PvdA. Folgende Personen gehören zum Kollegium und sind in folgenden Bereichen zuständig: 
| Name          | Partei                       | Ressort                                                                                            |
| ------------- | ---------------------------- | -------------------------------------------------------------------------------------------------- |
| Giny Luth     | Gemeentebelangen Westerwolde | Soziales, wirtschaftliche Angelegenheiten, Kultur, Erholung und Tourismus, Schwimmbäder            |
| Wietze Potze  | PvdA                         | Bildung, Wohl, Jugendhilfe, Volksgesundheit                                                        |
| Bart Huizing  | PvdA                         | Wohnen und Lebensqualität, Raumordnung, öffentliche Arbeit, Sport, Finanzen                        |
| Harrie Brunen | Gemeentebelangen Westerwolde | Sozialhilfe, Umwelt und Nachhaltigkeit, Verkehr und Transport, Immobilien und kommunale Eigentümer |

Das Amt des Gemeindesekretärs wird kommissarisch von Jan Wibiër ausgeübt.

### Gemeinderat
Der Gemeinderat besteht aus 19 Mitgliedern. Die Wahl des ersten Gemeinderates fand am 22. November 2017 statt. Die Sitze verteilen sich auf sechs Parteien und Gruppierungen. Von diesen hat die Gruppierung Gemeentebelangen Westerwolde den höchsten Stimmenanteil erhalten und stellt sechs Ratsmitglieder. Der Gemeinderat wird seit 2017 folgendermaßen gebildet:
| Partei                             | Sitze | Sitze |
| Partei                             | 2017  | 2022  |
| ---------------------------------- | ----- | ----- |
| Gemeentebelangen Westerwolde       | 6     | 6     |
| PvdA                               | 5     | 5     |
| CDA                                | 3     | 4     |
| PVV                                | –     | 3     |
| GroenLinks                         | 2     | 1     |
| VVD                                | 2     | 1     |
| Ecologisch Alternatief Westerwolde | –     | 1     |
| PvdD                               | 1     | –     |
| ChristenUnie                       | 0     | –     |
| D66                                | 0     | –     |
| Gesamt                             | 19    | 21    |

Bei der Wahl der Provinciale Staten 2023 gewann die BoerBurgerBeweging (BBB) in der Gemeinde Westerwolde fast 40 % der Stimmen.

## Persönlichkeiten
- Wim Speelman (1919–1945), Widerstandskämpfer

## Verkehr
Der öffentliche Personennahverkehr wird mit Hilfe von sechs Buslinien bewerkstelligt, die die Ortsteile untereinander sowie mit Emmen, Stadskanaal und Winschoten verbinden. Zudem fährt ein Bürgerbus von Sellingen nach Stadskanaal.
Die wichtigsten Rijkswege auf dem Gemeindegebiet sind die N 365 bis 368.